# Polytrichadelphus integrifolius
Polytrichadelphus integrifolius är en bladmossart som beskrevs av C. Müller och Nathaniel Lord Britton 1896. Polytrichadelphus integrifolius ingår i släktet Polytrichadelphus och familjen Polytrichaceae. Inga underarter finns listade i Catalogue of Life.